# La fortalesa oculta
La fortalesa oculta (títol original: La Forteresse suspendue ) és una pel·lícula quebequesa dirigida per Roger Cantin, estrenada l'any 2001 i protagonitzada per Matthew Dupuis, Roxane Gaudette-Loiseau i Jérôme Leclerc-Costura. Ha estat doblada al català

## Argument
El film presenta uns nens jugant a guerra en un bosc. Una banda defensa una casa construïda als arbres mentre que una altra banda intenta apoderar-se'n. La gent pensa que un os ronda el càmping

## Repartiment
- Matthew Dupuis: Marc Chabot
- Roxane Gaudette-Loiseau: Sarah Chabot
- Jérôme Leclerc-Costura: Julien
- Jean-Philippe Debien: Groleau
- Charli Arcouette-Martineau: Suzie
- Xavier Dolan: Michaël
- Laurent-Christophe De Ruelle: Mike
- Jérémy Gagnon: Mario Papineau
- Carmina Sénosier: Marie-Ange Toussaint
- Émilie Cyrenne-Engalanen: Àrbitra índia
- Serge-Olivier Paquette: Olivier
- Hugo Dubé: Louis-Georges
- Georges Brossard: Philippe Beauregard
- Patrick Labbé: Luc
- Isabelle Cyr: Sophie
- Gaston Caron: M. Laperle
- Fayolle Jean: Dr Rachid Saoud
- Mireille Métellus: Sra. Toussaint
- Julie Sant-Pierre: mare de Michaël

## Guerra de les tuques
El film és la continuació de la Guerre des tuques, els pares dels nens són els nois de la Guerre des tuques que han crescut.